# آرامگاه شیخ کبیر محمد روزبهان

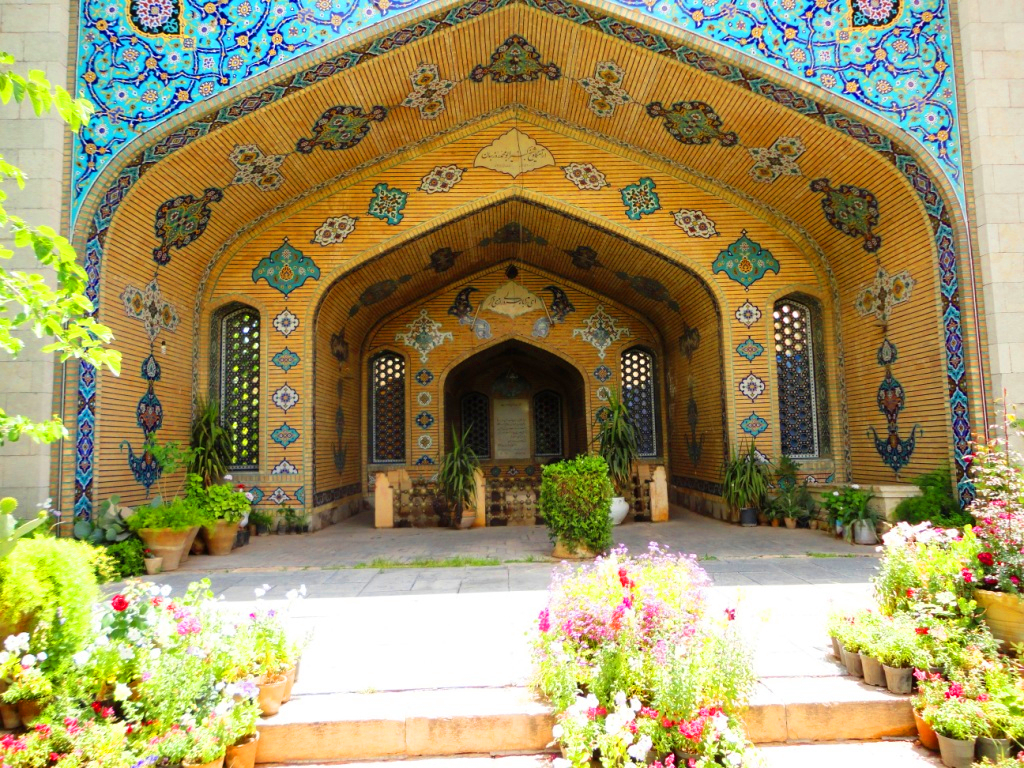

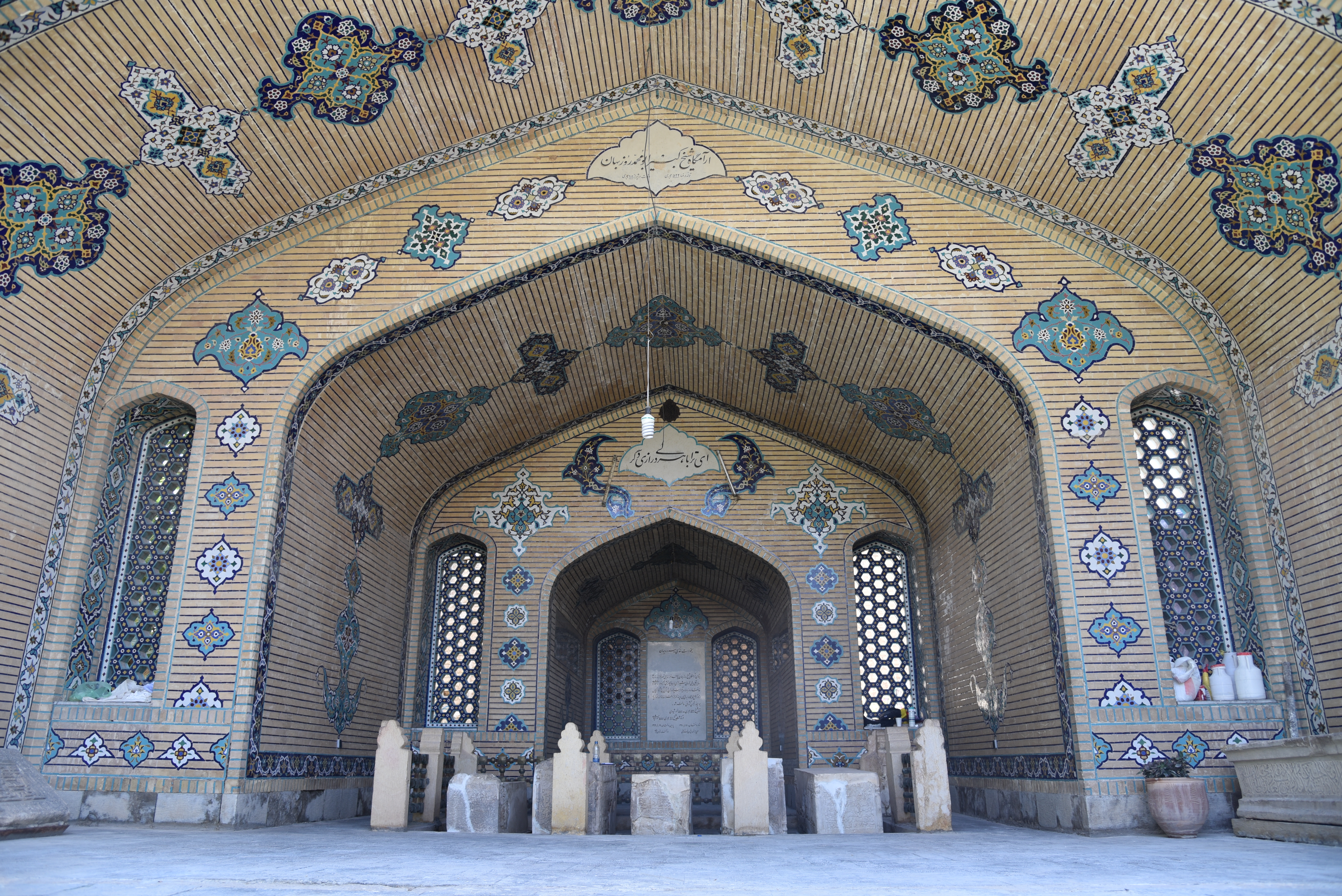

آرامگاه شیخ کبیر محمد روزبهان مربوط به دوره معاصر است و در شیراز، انتهای خیابان زند واقع شده و این اثر در تاریخ ۲۶ اسفند ۱۳۵۳ با شمارهٔ ثبت ۱۰۴۳ به‌عنوان یکی از آثار ملی ایران به ثبت رسیده است.